# TV4-nyheterna Östersund
TV4-nyheterna Östersund var ett lokalt nyhetsprogram som sänder nyheter över Jämtland i TV4 och Sjuan. Sändningarna startade 2 mars 2009 och sändes från Umeå. TV4-nyheterna Östersund sände nyheter varje vardagmorgon klockan 06.33, 07.33, 08.33 samt 09.33. Kvällssändningar gjordes måndag till torsdag klockan cirka 19.00 och 22.30, fredag klockan 19.00.
TV4 hade tidigare en lokal-TV-station kallad TV4 Jämtland som började sända 1994. Stationen ägdes till 51 procent av Östersunds-Posten. I juni 2001 meddelades det att TV4 Jämtland skulle upphöra som egen station och istället leverera inslag till lokalnyheterna för Mellannorrland. Samtidigt blev återstoden av TV4 Jämtland helägd av Östersunds-Posten. Förändringen genomfördes den 1 november 2001.